# Титов, Анатолий Алексеевич
Анато́лий Алексе́евич Тито́в (род. 3 марта 1956) — советский легкоатлет, специалист по барьерному бегу. Выступал за сборную СССР по лёгкой атлетике в 1980-х годах, победитель и призёр первенств всесоюзного значения, участник ряда крупных международных стартов. Представлял Москву и спортивное общество «Буревестник». Мастер спорта СССР международного класса. Тренер по лёгкой атлетике.

## Биография
Анатолий Титов родился 23 июня 1956 года. Занимался лёгкой атлетикой с 1971 года в Москве, выступал за добровольное спортивное общество «Буревестник».
Впервые заявил о себе на всесоюзном уровне в сезоне 1978 года, когда выступил в беге на 110 метров с барьерами на соревнованиях в Виннице.
В 1979 году в той же дисциплине финишировал пятым на зимнем чемпионате СССР в Минске.
В 1980 году взял бронзу на зимнем чемпионате СССР в Москве.
В 1981 году выиграл серебряную медаль на чемпионате СССР в Москве.
В 1982 году одержал победу на домашнем старте в Москве, стал серебряным призёром на всесоюзном старте в Ташкенте. По итогам сезона удостоен почётного звания «Мастер спорта СССР международного класса».
В 1983 году на VIII летней Спартакиаде народов СССР в Москве завоевал бронзовую награду в 110-метровом барьерном беге и получил серебро разыгрывавшегося здесь чемпионата страны. Будучи студентом, представлял Советский Союз на Всемирной Универсиаде в Эдмонтоне — в финале с результатом 13,94 пришёл к финишу шестым. Также в этом сезоне выиграл бронзовую медаль на соревнованиях в Ленинграде.
В 1984 году взял бронзу на соревнованиях в Сочи, Киеве и Москве. Рассматривался в качестве кандидата на участие в летних Олимпийских играх в Лос-Анджелесе, однако СССР вместе с несколькими другими странами восточного блока бойкотировал эти соревнования по политическим причинам. Вместо этого Титов выступил на альтернативном турнире «Дружба-84» в Москве, где в финал не вышел. На чемпионате СССР в Донецке финишировал четвёртым.
В 1985 году победил на соревнованиях в Сочи и Полтаве, стартовал на чемпионате СССР в Ленинграде.
В 1986 году на соревнованиях в Сочи установил свой личный рекорд в беге на 110 метров с барьерами — 13,67, был пятым на Мемориале братьев Знаменских в Ленинграде.
В 1987 году взял бронзу в беге на 60 метров с барьерами на турнире в Москве, на дистанции 110 метров получил серебро на всесоюзном старте в Шяуляе.
В 1988 году выиграл соревнования в Москве и Вильнюсе, показал седьмой результат на чемпионате СССР в Таллине, стал третьим в Москве и вторым во Владивостоке.
В 1989 году на соревнованиях в помещении в Москве установил свой личный рекорд в 60-метровом барьерном беге — 7,71.
Окончив Высшую школу тренеров, после завершения спортивной карьеры в 1990 году занялся тренерской деятельностью. В течение многих лет работал тренером в Спортивной школе олимпийского резерва «Юность Москвы» по лёгкой атлетике имени братьев Знаменских. Заслуженный тренер России. Отличник физической культуры и спорта.